# Somery
Somery è un best of pubblicato dalla punk band californiana Descendents, nel 1991, due anni dopo il primo scioglimento ed edito dalla SST Records.

## Tracce
1. All – 0:03
2. My Dad Sucks – 0:38
3. Suburban Home – 1:42
4. Silly Girl – 2:22
5. Kids – 0:46
6. Clean Sheets – 3:13
7. Sour Grapes – 3:49
8. Weinerschnitzel – 0:13
9. Myage – 2:02
10. Good Good Things – 2:20
11. Van – 3:01
12. Bikeage – 2:14
13. Enjoy – 2:11
14. Theme – 2:13
15. Coolidge – 2:46
16. I Like Food – 0:18
17. I Wanna Be a Bear – 0:43
18. I Don't Want to Grow Up – 1:22
19. Cheer – 3:02
20. Pervert – 1:47
21. Hope – 2:01
22. ALL-O-Gistics – 3:02
23. I'm Not a Loser – 1:29
24. Get the Time – 3:13
25. Hürtin' Crüe – 2:36
26. Cameage – 3:03
27. Descendents – 1:44
28. No! All! – 0:04

## Formazione
- Milo Aukerman - voce
- Stephen Egerton - chitarra
- Karl Alvarez - basso
- Bill Stevenson - batteria